# Карлин, Линн
Линн Карлин (англ. Lynn Carlin, род. 31 января 1938) — американская актриса. Родилась в семье голливудского агента, а перед началом актёрской карьеры работала секретаршей. Первая её кинороль в 1968 году в фильме «Лица» принесла актрисе номинацию на «Оскар». В дальнейшем актриса появилась в фильмах «…тик… тик… тик…» (1970), «Отрыв» (1971), «Дикие бродяги» (1971), «Смертельный сон» (1974) и «Суеверие» (1982), а в большинстве своём работала на телевидении, где исполнила роли во множестве телефильмов и сериалов, среди которых «Уолтоны», «Ангелы Чарли», «Лу Грант» и «Она написала убийство», после роли в котором в 1987 году она завершила актёрскую карьеру.
Линн Карлин трижды была замужем, став матерью двоих детей. Со своим последним мужем, Джоном Вульфом, она вместе с 1983 года.